# Нижній Кульчум
Нижній Кульчум – колишній населений пункт в Башкортостані.
Засноване у 1900 році переселенцями-українцями з Кам’янець-Подільського повіту на землях Селянського поземельного банку, викуплених у С.А.Кірілова. У 1910 році у село приїхали переселенці з Київської губернії. Діяло сільськогосподарське твоариство «Кам’янець-Подільський». За переписом 1917 р. с. Нижній Кульчум входило до складу Ільїнської волості Бєлєбєївського повіту. Всього ж у населеному пункті нараховувалося 49 господарств.
За комуністичного режиму створено комуну та колгоспи «Червоний доброволець», імені Маркса та «Врожай». 
У 1906 році проживало 190 осіб, у 1920 – 230, у 1939 – 135, у 1959 – 41 осіб. Ліквідоване наприкінці 1960-х рр.